# Krzelów (województwo dolnośląskie)
Krzelów (niem. Krehlau) – wieś w Polsce, położona w województwie dolnośląskim, w powiecie wołowskim, w gminie Wińsko.
W latach 1945–1954 i 1973–1977 miejscowość była siedzibą gminy Krzelów. W latach 1954–1972 wieś należała i była siedzibą władz gromady Krzelów. W latach 1975–1998 miejscowość administracyjnie należała do województwa wrocławskiego.
Jest drugą co do wielkości wsią w gminie (1316 mieszkańców w I 2018 r.).

## Położenie geograficzne
Krzelów położony jest w południowo-zachodniej części Polski nad rzeką Jezierzycą (prawobrzeżnym dopływem Odry). Leży na Nizinie Śląskiej, na terenie Wzgórz Trzebnickich, które od północnego wschodu sąsiadują z Kotliną Żmigrodzką, a od południa z Wysoczyzną Średzką i Równiną Oleśnicką. Cały obszar na północny zachód od Krzelowa to tereny równinne. Od wschodu miejscowość otaczają wzgórza morenowe – Wzgórza Wińskie (pozostałości polodowcowe). Krzelów usytuowany jest przy szosie prowadzącej z Konar do Wyszęcic (droga wojewódzka nr 334) oraz przy drodze z Lubina do Rawicza (droga krajowa nr 36). Obie te trasy przecinają się w miejscowości.

## Integralne części wsi
| SIMC    | Nazwa | Rodzaj     |
| ------- | ----- | ---------- |
| 0882715 | Młoty | przysiółek |

## Struktura powierzchni
Według danych z 2000 roku Krzelów zajmuje obszar 16,304 km². Jest to jedna z największych miejscowości gminy Wińsko.
Krzelów stanowi:
- 6,53% powierzchni gminy,
- 2,42% powierzchni powiatu,
- 0,08% powierzchni województwa,
- 0,005% powierzchni kraju.

## Środowisko naturalne

### Powierzchniowa budowa geologiczna
Obszar wsi położony jest w południowej części jednostki geologicznej zwanej monokliną przedsudecką. Rzeźba opisywanego terenu została uformowana głównie w czwartorzędzie w okresie wielkich zlodowaceń. W stadium Warty zlodowacenia środkowopolskiego uformowany został wał moreny spiętrzonej. W następnych okresach wyniesienie to uległo częściowemu zniszczeniu w wyniku czego pozostała falista powierzchnia z większymi lub mniejszymi resztkami pagórków moreny. Powierzchniową warstwę opisywanego terenu obejmują utwory czwartorzędowe. Jak wspomina przy opisie rzeźby w plejstocenie w stadium Warty zlodowacenia środkowopolskiego w obrębie opisywanego terenu utworzony został wał moreny czołowej spiętrzonej. Jego istnienia na tym terenie dowodzą resztki pagórków morenowych zbudowanych z utworów zwałowych moreny czołowej. Wzdłuż cieków zalegają mady i piaski terenów współczesnych.

### Rzeźba terenu
Miejscowość położona jest na terenie mezoregionu geograficznego - Obniżenie Ścinawskie.
Obniżenie zajmuje południowy fragment monokliny przedsudeckiej, zbudowanej z kompleksu skał permu i triasu przykrytego utworami trzeciorzędowymi i czwartorzędowymi. Osady trzeciorzędu zalegają niezgodnie grubą warstwą, na utworach triasu. Występują tu utwory zaliczone do górnych pięter paleogenu, wykształcone w postaci piasków szarych, różnoziarnistych i mułowców z wkładkami węgla i lignitów. Wyższe piętra trzeciorzędu budują iły, mułki, piaski i węgiel brunatny. Budowa geologiczna obniżenia jest zróżnicowana. W części położonej w obrębie doliny Odry pod warstwą gleby występują w warstwach dochodzących do kilkudziesięciu metrów, czwartorzędowe holoceńskie i plejstoceńskie piaski, pospółki i żwiry, leżące na trzeciorzędowych iłach i piaskach, pochodzenia lodowcowego.

### Klimat
Krzelów położony jest w rejonie nadodrzańskim dolnym, najcieplejszym na Dolnym Śląsku i charakteryzuje się ciepłym latem i łagodną zimą. Okres wegetacji, a więc okres o średniej dobowej temperaturze +5 °C jest długi i trwa średnio ponad 220 dni. Okres bez przymrozków trwa około 160 dni. Średnia temperatura roczna przekracza +8 °C. Suma opadów rocznych wynosi około 600 mm, a w okresie wegetacyjnym około 350 mm. Ilość ta jest na tym terenie na ogół wystarczająca dla uprawy roślin, ale zbyt mała dla roślin na glebach lekkich. Maksimum zachmurzeń występuje na ogół w okresie zimowym. Przeważającymi kierunkami wiatrów są wiatry zachodnie i południowo-zachodnie.

### Flora
Bogata rzeźba obszaru Gminy Wińsko, a w tym miejscowości Krzelów, zróżnicowane gleby, zachowane w wielu miejscach stosunkowo mało zmienione siedliska, a także istnienie nieopodal Krzelowa ogromnego korytarza ekologicznego wzdłuż doliny Odry powoduje, że flora tego obszaru jest bardzo zróżnicowana. Rośnie tu dziko około 700 gatunków roślin naczyniowych. Występuje tu m.in. następujące grupy gatunków roślin:
- grupy górskie – np. buk zwyczajny, dziewięćsił bezłodygowy, dziki bez koralowy, jarzmianka większa, jawor, olsza szara, śnieżyca wiosenna, świerk pospolity
- grupy o charakterze oceanicznym – np. bluszcz pospolity, goździk kartuzek, kokorycz pusta, sporek wiosenny
- grupy osiągające w Polsce granice swego występowania – np. goździk pyszny, kosaciec syberyjski, jałowiec pospolity

Lasy miejscowości Krzelów należą do Nadleśnictwa Wołów. Według regionalizacji przyrodniczoleśnej lasy tego obszaru zakwalifikowano do V Śląskiej Krainy, Dzielnicy Wrocławskiej V.2, Mezoregionów: Obniżenia Ścinawskiego i Wzgórz Trzebicko-Ostrzeszowskich. Panującym gatunkiem w lasach jest sosna występująca w 72% i świerk w 2%, a z liściastych: dąb w 15%, brzoza w 4% i olsza w 5%. Pozostałe gatunki zajmują łącznie tylko 2%.

### Fauna
Istnienie na obszarze miejscowości i gminy dużej i zróżnicowanej liczby środowisk od borów sosnowych do podmokłych olsów umożliwia egzystencje bogatej faunie. Stwierdzono występowanie licznych gatunków reprezentujących różne grupy systemowe. W szczególności zarejestrowano występowanie rzadkich i chronionych gatunków owadów (z których scharakteryzowano chrząszcze, błonkówki oraz motyle) oraz ponad 50 gatunków rzadkich gatunków lęgowych ptaków (m.in. perkozek, kania rdzawa, bąk, włochatka). Oprócz tego na terenie gminy prowadzony jest projekt czynnej ochrony bociana białego. W miejscowości znajduje się kilka gniazd bociana.

### Wody powierzchniowe
Opisywany teren jest w dorzeczu Odry i jest terenem źródliskowym wielu potoków. Cieki spływające należą do dorzecza Jezierzycy. Przez miejscowość przepływa największa rzeka w Gminie Wińsko – Jezierzyca. Jezierzyca jest główną osią hydrologiczną Parku Krajobrazowego Dolina Jezierzycy, w dolnym biegu używana jako szlak kajakowy.

### Wody podziemne
Omawiany obszar w całości należy do wielkopolskiego regionu hydrogeologicznego, a w jego ramach do podregionu wielkopolsko-śląskiego. Na obszarze tym wyróżniane jest rejon hydrogeologiczny Ścinawy. W rejonie hydrogeologicznym Ścinawy główny poziom użytkowy występuje na głębokości do 20 m. Jego wodonośność wynosi 30-70 m³/h w obszarze na południe od Krzelowa i na południowy zachód od Moczydlnicy Klasztornej. Wydajności ujęć z reguły 10-30 m³/h. Na części omawianego obszaru główny użytkowy poziom wodonośny jest izolowany częściowo od powierzchni.

## Struktura demograficzna
Krzelów jest drugą co do wielkości liczby mieszkańców miejscowością w Gminie Wińsko. Mieszka tu obecnie (III 2011 r.) 845 osób. Liczba ludności miejscowości Krzelów zmieniała się na przestrzeni lat, ale zmiany te nie były bardzo duże i liczba ludności utrzymuje się na umiarkowanie stałym poziomie.
- Wykres liczby ludności miejscowości Krzelów na przestrzeni lat.[9]

## Historia

### Nazwa miejscowości
Nazwa miejscowości przez wiele lat ulegała zmianie. Kiedy ziemie Dolnego Śląska należały do państwa niemieckiego, wieś nazywała się Krehlau. Nazwa ta nadal obowiązuje w języku niemieckim. Po oswobodzeniu miejscowość nazwano Chrzelów, a tutejszą stację kolejową Grzelów. Dopiero po wielu zmianach wieś i stację kolejową nazwano tak samo – Krzelów.

### Początki miejscowości
Pierwsze historyczne wzmianki dotyczące miejscowości pochodzą z początku wieku XIII i związane są z istniejącym już wówczas tutejszym kościołem parafialnym. Choć nie zachowały się dokumenty lokacyjne, można przypuszczać, iż wieś ta lokowana była na prawie niemieckim.
Według danych z 1845 roku Krzelów składał się z dwóch zasadniczych części: południowej Krehlau i północnej Ober-Nieder Krehlau. W części południowej wyróżnione zostały dwie części: królewska, należąca do Urzędu Dominialnego w Wołowie, oraz parafialna należąca do tutejszego kościoła i obejmująca 10 posesji.

### Historia XX wieku
Od roku 1902 na terenie Krzelowa znajduje się Zgromadzenie Sióstr Niepokalanek.
Miejscowość została oswobodzona 24 stycznia 1945 roku przez jednostki 4 armii pancernej gwardii I Frontu Ukraińskiego. Poległych żołnierzy pochowano na prowizorycznym cmentarzyku (zwłoki później przeniesiono na cmentarz w Wołowie) gdzie ustawiono też pomnik ku pamięci żołnierzy radzieckich. Zaraz ustanowiono miejscową władzę i zaczęła napływać ludność polska. Pierwszymi osiedleńcami byli ludzie z centralnej Polski. W listopadzie 1945 roku z transportu repatriantów z Drohobycza przyjechał kierownik szkoły Dymitr Mossur z żoną Marią, też nauczycielką. Pierwszą nauczycielką była Maria Baiss. Nauka odbywała się w jednej klasie liczącej 6 ławek. Dzieci uczyły się na dwie zmiany.

## Architektura
Krzelów jest jedną z najstarszych miejscowości gminy Wińsko. Dzięki temu można tam znaleźć pamiątki z różnych epok. Swoje materialne ślady pozostawili tam zarówno zaborcy, jak i działacze niepodległościowi.
Architektura Krzelowa to nie tylko kościół i pałac, ale również zabytkowe kamienice. Budowle prezentują różne okresy stylowe.

## Zabytki
Do wojewódzkiego rejestru zabytków wpisane są:
- kościół pw. św. Marcina, pierwsze wzmianki o kościele w Krzelowie pochodzą z roku 1220. Następne informacje zawarte zostały w Liber fundationis episcopatus Vratislaviensis z 1305 roku oraz w dokumencie wydanym w 1376 roku przez kardynała Johanna z Wołowa. Krzelowski kościół posiadał bardzo duże uposażenie. Do proboszcza należała część wsi, w roku 1845 obejmująca 10 posesji. Obecny kościół zbudowany został w roku 1860 w stylu neogotyckim. W kościele znajdują się XVI-wieczne płyty nagrobne[13].
- park pałacowy, został założony około połowy XIX wieku, zapewne wkrótce po wybudowaniu pałacu. Cały kompleks zieleni ma wydłużony kształt i znajduje się po zachodniej stronie pałacu, nieopodal rzeki Jezierzycy. Na drzewostan składają się m.in. dęby, kasztanowce, platany, świerk srebrzysty, jodła jednobarwna, żywotnik zachodni, dęby czerwone, wiązy polne. Większość drzew liczy ok. 120 lat. W południowej części parku znajduje się starodrzew dębowy, będący pozostałością naturalnego drzewostanu. Jeden z dębów ma ok. 350 lat, kilka – ok. 200 lat.[14].
- cmentarz przykościelny, to pierwsze miejsce w Krzelowie przeznaczone do pochówku zmarłych, jednak od dawna już nie spoczywają tam zmarli wierni. Miejsce to przeznaczone jest do pochówku zasłużonych dla parafii ludzi, np. proboszczów. Teren cmentarza ogrodzony został ażurowym ceglanym murem. Obecnie użytkowany cmentarz znajduje się na pagórku, przy lesie. Z powodu coraz mniejszej ilości miejsca na obecnym cmentarzu podjęto decyzję o budowie nowej nekropolii, która znajdować będzie się w sąsiedztwie obecnej. Istnieje również wiele pojedynczych mogił, które w większości pochodzą z czasów niemieckich. Spotkać je można np. w lasach. W większości są w bardzo złym stanie lub są to tylko pozostałości nagrobków.

inne zabytki:
- zespół pałacowy; dobra ziemskie w Krzelowie Górnym i Dolnym stanowiły własność von Gersdorfów, od których odkupił je von Brown, w 1787 r. wzmiankowany jako posiadacz wsi. Następnie w 1836 roku majątek ten nabyła rodzina Ulriki Luisy z domu Koppern. Prawdopodobnie wkrótce potem przystąpiono do budowy pałacu oraz założono park. Następne informacje o właścicielach posiadłości pochodzą z 1876 roku – według ksiąg adresowych stanowiła własność Gustawa Gohle. Od 1905 do czasów II wojny światowej pozostawała w rękach Paula Kaherta. Pałac ma obecnie dwie kondygnacje i piwnice oraz wieżę dobudowaną od zachodu. Fasada zwrócona jest na północ. Dziedziniec folwarczny ograniczony został budynkami gospodarczymi.
- figura świętego Jana Nepomucena.

## Nauka i oświata
Na terenie miejscowości Krzelów działają następujące ośrodki edukacyjne:
- Gminne Przedszkole powstałe w ramach projektu "Moje Małe Przedszkole", współfinansowanego ze środków Unii Europejskiej w ramach Europejskiego Funduszu Społecznego - Program Operacyjny Kapitał Ludzki
- Szkoła Podstawowa im. Świętego Mikołaja z Miry

Zarówno Szkoła Podstawowa w Krzelowie, jak i przedszkole mieszczą się w budynku zabytkowego pałacu, który w 2008 roku został odremontowany. Na terenie obiektu znajdują się:
- pracownia informatyczna w 10 stanowiskami komputerowymi
- biblioteka
- sala audiowizualna
- świetlica
- sala gimnastyczna
- śniadaniówka
- 8 sal lekcyjnych
- pomieszczenia administracyjne
- boiska do piłki nożnej, koszykówki, siatkówki
- plac zabaw
- zabytkowy park pałacowy

## Kultura
Krzelów jest jednym z ośrodków kulturalnych gminy. Działalność kulturalną prowadzą różne współpracujące ze sobą w tym zakresie instytucje (szkoła, parafia, rada sołecka, stowarzyszenie), Gminna Publiczna Biblioteka w Wińsku - Filia w Krzelowie oraz Świetlica Wiejska. Biblioteka, Świetlica Wiejska i sekretariat stowarzyszenia "Jezierzyca" mieszczą się w zabytkowym budynku w centrum miejscowości.

### Biblioteka
Bezpośredni nadzór nad Biblioteką sprawuje obecnie Wójt Gminy Wińsko, a w części dotyczącej realizacji zadań gminnej biblioteki publicznej – Rada Gminy Wińsko. Nadzór merytoryczny nad Biblioteką sprawuje Gminny Ośrodek Upowszechnienia Kultury w Wińsku. Biblioteka wchodzi w skład gminnej sieci bibliotecznej i prowadzi w szczególności działalność w zakresie upowszechniania kultury. Zapewnia obsługę biblioteczną mieszkańców nie tylko Krzelowa, lecz również ościennych miejscowości. Służy rozwijaniu i zaspokajaniu potrzeb czytelniczych i informacyjnych, upowszechnianiu wiedzy i nauki, rozwojowi kultury, dba o sprawne funkcjonowanie sieci bibliotecznej i systemu informacyjnego na terenie wsi.
W 2010 roku bibliotekę przeniesiono ze starego budynku do wyremontowanych pomieszczeń w Świetlicy Wiejskiej.

### Stowarzyszenie
Na terenie wsi, w ramach aktywności i działalności społecznej, powołane zostało Stowarzyszenie na rzecz Rozwoju Gospodarczego i Kulturalnego Sołectwa Krzelów-Młoty "Jezierzyca".
Prowadzi ono wielokierunkową działalność kulturalną z siedzibą w świetlicy wiejskiej. Stowarzyszenie organizuje imprezy kulturalne, koncerty, festyny, wycieczki.
Misja działania stowarzyszenia "Jezierzyca":
- Upowszechnianie i ochrona wolności praw człowieka oraz swobód obywatelskich, a także działań wspomagających rozwój demokracji.
- Integrowanie mieszkańców poprzez promowanie dobrych obyczajów i zasad etyki w życiu rodzinnym i społecznym.
- Stworzenie centrum edukacyjno-kulturalnego na terenie Sołectwa Krzelów-Młoty.
- Promocja i organizacja wolontariatu.
- Działania na rzecz promocji zatrudnienia, rozwoju zawodowego i przeciwdziałania bezrobociu wśród osób mieszkających na terenie sołectwa.
- Działania na rzecz rozwoju społeczno-gospodarczego, kulturalnego, sportowego i turystycznego Sołectwa Krzelów-Młoty.
- Współpraca z organizacjami, instytucjami oraz władzami samorządowymi.
- Działalność edukacyjna.
- Działania na rzecz ekologii i ochrony środowiska, promowanie lokalnych produktów żywnościowych, wspieranie rozwoju rolnictwa ekologicznego.
- Upowszechnianie i ochrona praw kobiet oraz działalność na rzecz równouprawnienia kobiet i mężczyzn.
- Działalność na rzecz integracji europejskiej oraz rozwijanie kontaktów i współpracy między społecznościami.
- Pozyskiwanie środków finansowych do realizacji celów statutowych Stowarzyszenia.
- Upowszechnianie w społeczeństwie zasad poszanowania praw osób niepełnosprawnych.

## Sport i rekreacja
W Krzelowie działa Towarzystwo Piłki Nożnej – Ludowy Zespół Sportowy "Kometa Krzelów". Znajdują się tu następujące obiekty sportowe i rekreacyjne:
- Stadion zespołu "Kometa Krzelów"
- Zespół boisk sportowych przy Szkole Podstawowej

## Religia
Na terenie miejscowości działalność duszpasterską prowadzi Kościół rzymskokatolicki – Parafia św. Marcina w Krzelowie.

## Polityka i administracja
Krzelów jest wsią sołecką. Wszelkie regulacje prawne dotyczące sołectwa określone są w Statucie miejscowości Krzelów.

### Władze sołeckie
Ustanawianie władzy sołeckiej regulowane jest przez statut miejscowości. Według niego, władze we wsi sprawuje sołtys wraz z radą sołecką.

### Zadania sołectwa
Według Statutu Gminy Wińsko do zadań sołectwa należą:
- Zapewnienie udziału mieszkańców w rozpatrywaniu spraw związanych z miejscem zamieszkania.
- Współdziałanie z Radą Gminy i jej komisjami oraz Wójtem w rozpatrywaniu spraw związanych z funkcjonowaniem sołectwa.
- Organizowanie samopomocy mieszkańców na rzecz sołectwa.
- Podejmowanie działań na rzecz ładu, porządku i estetyki w sołectwie.
- Wyrażanie opinii w sprawach wskazanych ustawami oraz w sprawach, w których o opinię zwrócą się organy gminy i inne jednostki organizacyjne.
- Organizowanie stałych kontaktów z radnymi wybranymi w okręgu wyborczym obejmującym obszar sołectwa.

## Komunikacja i transport
Przez Krzelów przebiegają drogi:
- 36 Ostrów Wielkopolski-Krotoszyn-Rawicz-Wińsko-Krzelów-Ścinawa-Lubin-Prochowice
- 334 Chobienia - Jemielno - Krzelów - Moczydlnica Dworska

W miejscowości znajduje się również wiele dróg gminnych i lokalnych.

## Bezpieczeństwo

### Opieka zdrowotna
Opieką zdrowotną w Krzelowie zajmuje się Samodzielny Zespół Publicznych Zakładów Lecznictwa Ambulatoryjnego w Krzelowie – Ośrodek Zdrowia w Krzelowie.
W strukturach Ośrodka Zdrowia w Krzelowie znajdują się:
- Poradnia ogólna lekarza POZ
- Poradnia pielęgniarki środowiskowej - rodzinnej
- Poradnia położnej środowiskowej - rodzinnej
- Pracownia diagnostyki obrazowej
- Pracownia diagnostyki laboratoryjnej
- Poradnia ginekologiczno - położnicza
- Poradnia stomatologiczna
- Gabinet EKG
- Gabinet medycyny szkolnej
- Gabinet zabiegowy
- Punkt pobrania materiałów
- Punkt szczepień

### Opieka społeczna
Pomocą dla najbardziej potrzebujących osób i rodzin w miejscowości i gminie zajmuje się Gminny Ośrodek Pomocy Społecznej w Wińsku. Oferuje on pomoc materialną i rzeczową dla mieszkańców, którzy znaleźli się w ciężkiej sytuacji życiowej. Oprócz tego GOPS oferuje pomoc w zakresie fachowego poradnictwa psychologicznego i prawnego, a dla osób bezrobotnych oferuje nieodpłatne szkolenia. Dla dzieci, które znalazły się w ciężkiej sytuacji, władze gminy oferują m.in. stypendia socjalne i darmowe posiłki w szkołach.